# Cornice marcapiano

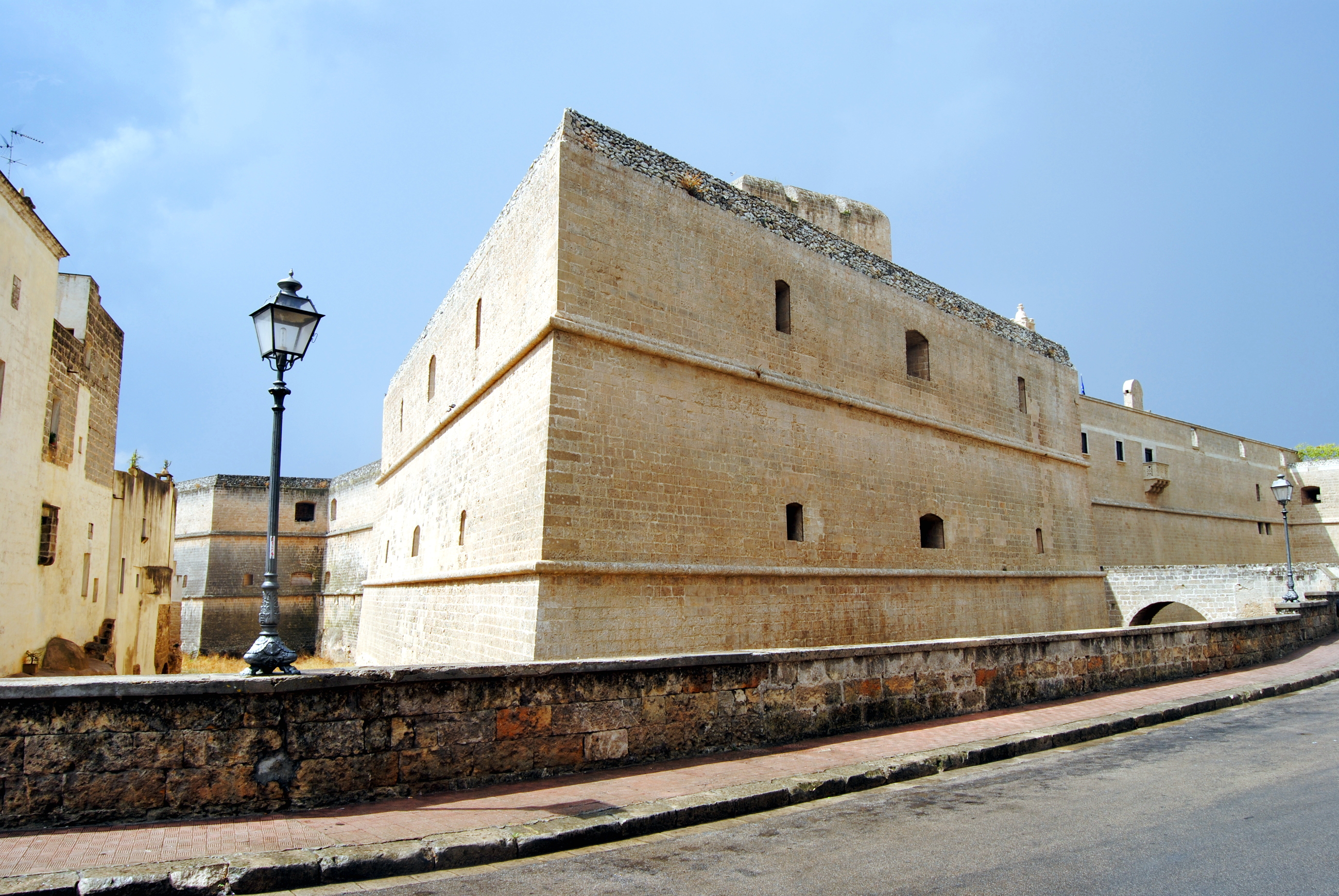
Il castello di Copertino con vistose cornici marcapiano

La cornice marcapiano (o semplicemente marcapiano) è un elemento architettonico tipico delle architetture residenziali, come palazzi e ville. La sua funzione è puramente decorativa, poiché si tratta di un'incorniciatura definita da una serie di modanature sporgenti e può riprendere le forme della cornice degli ordini architettonici. 
Svolge la funzione di marcare esternamente la separazione interna tra diversi piani di un edificio. Si può presentare in genere in due punti: al livello del calpestio o al livello dei parapetti delle finestre (marcadavanzale). In alcuni casi poi sono presenti cornici a entrambi i livelli, a volte unite in una fascia. 
Essa segue in genere la decorazione esterna complessiva dell'edificio, talvolta nello stesso colore delle eventuali cornici delle finestre o dei portali, o in materiali appositamente scelti per contrastare sullo sfondo della parete esterna. Essendo un elemento puramente decorativo, la cornice marcapiano può essere presente anche se l'edificio non è internamente spartito in piani: ad esempio nelle chiese ad aula unica, dove la cornice può marcare i diversi livelli delle finestre. 
L'uso dei marcapiani iniziò a diffondersi in Italia nel tardo Medioevo; essi vennero quasi abbandonati nel Novecento, quando con l'architettura razionalista si superarono i modelli tradizionali e si ridusse al minimo la decorazione.